# Circuito de Rua de Adelaide
O Circuito de Rua de Adelaide (em inglês: Adelaide Street Circuit) esta localizado em Adelaide, na Austrália. O circuito parece ser de rua, por não ter, na maior parte do acostamento, grama ou areia, e os muros ficam próximos. Por isso, o piloto deve tomar cuidado.
O circuito recebeu a Fórmula 1 de 1985 até 1995. Lá foram protagonizados momentos históricos, como o de 1986, quando a dezoito voltas do final, Nigel Mansell abandonou por causa de um pneu traseiro esquerdo furado e deu o título a Alain Prost. Em 1991, ocorreu uma chuva forte que fez com que vários pilotos rodassem na pista e abandonassem, o que resultou a corrida sendo interrompida e encerrada com 14 voltas completadas das 81 previstas, tornando-se o recorde até hoje como a corrida mais curta da história da Fórmula 1. Quebrada na Bélgica em 2021. Em 1994, numa manobra polêmica que Michael Schumacher fez de propósito um acidente batendo seu carro no muro para tirar da prova seu adversário na luta pelo título, Damon Hill, e conquistou o campeonato. Foi em Adelaide na prova de 1985 que Niki Lauda fez a última prova na categoria, assim como Nelson Piquet em 1991 e Prost em 1993. Foi lá também a última vitória de: Keke Rosberg em 1985, Ayrton Senna em 1993 e Mansell em 1994 e também cravaria a última pole. 
Em 1996, o circuito saiu do circo da Fórmula 1, para dar lugar ao Albert Park, em Melbourne, que passou a abrir o campeonato, em vez de fechá-lo.

## Adelaide na Fórmula 1
O Circuito de Rua de Adelaide foi palco do Grande Prêmio da Austrália de Fórmula 1 de 1985 até 1995.
Provas disputadas e vencedores:
| Ano  | Piloto          | Equipe              | Detalhes |
| ---- | --------------- | ------------------- | -------- |
| 1985 | Keke Rosberg    | Williams-Honda      | Detalhes |
| 1986 | Alain Prost     | McLaren-TAG/Porsche | Detalhes |
| 1987 | Gerhard Berger  | Ferrari             | Detalhes |
| 1988 | Alain Prost     | McLaren-Honda       | Detalhes |
| 1989 | Thierry Boutsen | Wiliams-Renault     | Detalhes |
| 1990 | Nelson Piquet   | Benetton-Ford       | Detalhes |
| 1991 | Ayrton Senna    | McLaren-Honda       | Detalhes |
| 1992 | Gerhard Berger  | McLaren-Honda       | Detalhes |
| 1993 | Ayrton Senna    | McLaren-Ford        | Detalhes |
| 1994 | Nigel Mansell   | Wiliams-Renault     | Detalhes |
| 1995 | Damon Hill      | Wiliams-Renault     | Detalhes |

### Por pilotos que mais venceram
|          |                 |            |
| Vitórias | Pilotos         | Edições    |
| 2        | Alain Prost     | 1986, 1988 |
| 2        | Gerhard Berger  | 1987, 1992 |
| 2        | Ayrton Senna    | 1991, 1993 |
| 1        | Keke Rosberg    | 1985       |
| 1        | Thierry Boutsen | 1989       |
| 1        | Nelson Piquet   | 1990       |
| 1        | Nigel Mansell   | 1994       |
| 1        | Damon Hill      | 1995       |

### Por equipes que mais venceram
|          |            |                              |
| Vitórias | Construtor | Edições                      |
| 5        | McLaren    | 1986, 1988, 1991, 1992, 1993 |
| 4        | Williams   | 1985, 1989, 1994, 1995       |
| 1        | Ferrari    | 1987                         |
| 1        | Benetton   | 1990                         |

### Por países que mais venceram
|          |             |                  |
| Vitórias | País        | Edições          |
| 3        | Brasil      | 1990, 1991, 1993 |
| 2        | França      | 1986, 1988       |
| 2        | Áustria     | 1987, 1992       |
| 2        | Reino Unido | 1994, 1995       |
| 1        | Finlândia   | 1985             |
| 1        | Bélgica     | 1989             |

## Recordes em Adelaide
|                       |              |                      |              |          |      |
| Adelaide              | País/Piloto  | Chassi/Motor         | Tempo        | Extensão | Ano  |
| Pole Position         | Ayrton Senna | McLaren-Ford V8      | 1min 13s 371 | 3.780 km | 1993 |
| Melhor Volta na Prova | Damon Hill   | Williams-Renault V10 | 1min 15s 381 | 3.780 km | 1993 |